# Болеславиці (Свідницький повіт)
Болеславиці (пол. Bolesławice) — село в Польщі, у гміні Явожина-Шльонська Свідницького повіту Нижньосілезького воєводства.
Населення — 416 осіб (2011).
У 1975-1998 роках село належало до Валбжиського воєводства.

## Демографія
Демографічна структура станом на 31 березня 2011 року:
|          | Загалом | Допрацездатний вік | Працездатний вік | Постпрацездатний вік |
| -------- | ------- | ------------------ | ---------------- | -------------------- |
| Чоловіки | 200     | 36                 | 154              | 10                   |
| Жінки    | 216     | 31                 | 146              | 39                   |
| Разом    | 416     | 67                 | 300              | 49                   |